# 小野川橋梁 (会津鉄道会津線)
小野川橋梁（おのがわきょうりょう）は、福島県南会津郡下郷町の小野川に架かる会津鉄道会津線の鉄道橋である。

## 概要
国鉄会津線（現・会津鉄道会津線）の上三寄駅（現芦ノ牧温泉駅） - 湯野上駅（現湯野上温泉駅）間の延伸工事に伴って1932年（昭和7年）に完成した。桑原駅（現芦ノ牧温泉南駅） - 湯野上駅間の阿賀川（大川）支流である小野川に架かる全長46mの橋梁である。

## 構造
単線上路式ワーレントラス1連の形式であり、横河橋梁製作所（現横河ブリッジ）製である。

## 周辺
- 国道121号
- 福島県道329号湯野上会津高田線
- 国道118号
- 福島県道347号高陦田島線
- 阿賀川（大川）

## その他
本橋梁の西側に国道121号の橋梁と歩行者用橋梁が隣接しているため、本橋梁を至近距離で見ることができる。